# Saison 1 de The Amazing Spider-Man
Chronologie
Saison 2
Cet article présente le guide des épisodes de la première saison de la série télévisée The Amazing Spider-Man.

## Distribution

### Acteurs principaux
- Nicholas Hammond : Peter Parker / Spider-Man
- Robert F. Simon : J. Jonah Jameson
- Chip Fields : Rita Conway
- Michael Pataki : Capitaine Barbera

## Épisodes

### Épisode 1:La Riposte de l'homme araignée, première partie
- États-Unis : 5 avril 1978 sur CBS
- France : 4 avril 1979 au cinéma

- Joanna Cameron (Gale Hoffman)
- Robert Alda (Monsieur White)
- Randy Powell (Craig)
- Sidney Clute (Inspecteur DeCarlo)
- Steven Anderson (Ted)
- Anne Bloom (Carla Wilson)
- Herbie Braha (LeBeau)

### Épisode 2:La Riposte de l'homme araignée, deuxième partie
- États-Unis : 12 avril 1978 sur CBS
- France : 4 avril 1979 au cinéma

- Leigh Cavanaugh (Linda)
- Ron Hajak (Vendeur)
- David Sommerville (Chanteur)
- Gail Jensen (Chanteuse)

### Épisode 3:La Malédiction de Rava
- États-Unis : 19 avril 1978 sur CBS

- Theodore Bikel (Mandak)
- Byron Webster (Professeur John Rustin)
- Adrienne Larussa (Trina Pandit)
- David Ralphe (Docteur Keller)
- John Calvin (Garde du musée)

### Épisode 4:La Nuit des clones
- États-Unis : 26 avril 1978 sur CBS

- Lloyd Bochner (Professeur Moon)
- Morgan Fairchild (Lisa Benson)
- Rick Traeger (Docteur Reichman)
- Irene Tedrow (Tante May)
- Karl Swenson (Docteur Carl Benson)
- John Finnegan (Reporter)
- Vince Howard (Inspecteur)

### Épisode 5:Escorte vers le danger
- États-Unis : 3 mai 1978 sur CBS

- BarBara Luna (Lisa Alvarez)
- Alejandro Rey (Président Calderon)
- Harold Sakata (Matsu)
- Madeleine Stowe (Maria Calderon)